# Katharina Böhm
Katharina Böhm (Sorengo, Ticino kanton, 1964. november 20. –) osztrák színésznő.

## Filmográfia (válogatás)
| Év        | Eredeti cím                     | Magyar cím               | Szerep                 | Megjegyzések                           |
| --------- | ------------------------------- | ------------------------ | ---------------------- | -------------------------------------- |
| 1978      | Heidi                           |                          | Klara                  | 5 epizód                               |
| 1983      | Es gibt noch Haselnuß-Sträucher | Vannak még mogyoróbokrok | Nathalie               |                                        |
| 1986      | Of Pure Blood                   | Tiszta vérvonal          | Ursula Schiller        |                                        |
| 1987–1990 | Das Erbe der Guldenburgs        | A Guldenburgok öröksége  | Susanne von Guldenburg | 36 epizód                              |
| 1995      | Fesseln                         | Gúzsba kötve             | Hanna                  |                                        |
| 1995      | Noël et après                   | Tűzszünet karácsonyra    | Mária                  |                                        |
| 1996      | Traumschiff                     | Álomhajó                 | Lisa                   | 27. epizód: Sydney                     |
| 1996      | Der König                       | A zsaruk királya         | Sylvia Bachschuster    | 1 epizód                               |
| 1998      | Polizeiruf 110                  | A rendőrség száma 110    | dr. Alma Voss          | 203. epizód: Rot ist eine schöne Farbe |
| 1999–2002 | Il commissario Montalbano       | Montalbano felügyelő     | Livia Burlando         | 8 epizód                               |
| 2001      | Die Braut meines Freundes       | Kísértés esküvő előtt    | Lena Stern             |                                        |
| 2001      | Tatort                          | Tetthely                 | Angelika Bojahn        | 462. epizód: Elszabadult a pokol       |
| 2002–2010 | Der Alte                        | Az Öreg                  |                        | 4 epizód                               |
| 2003      | Der zehnte Sommer               | A tizedik nyár           | Elvira Spielplatz      | mozi                                   |
| 2005      | Tausche Kind gegen Karriere     | Gyerek vagy karrier?     | Sarah                  |                                        |
| 2009      | Ein Fall für zwei               | Két férfi, egy eset      | dr. Theresa Hirsch     | 1 epizód: Schmerz der Liebe            |
| 2012–     | Die Chefin                      |                          | Vera Lanz              | 97 epizód                              |

## Fordítás
- Ez a szócikk részben vagy egészben  a   Katharina Böhm című német Wikipédia-szócikk fordításán alapul.  Az eredeti cikk szerkesztőit annak laptörténete sorolja fel. Ez a jelzés csupán a megfogalmazás eredetét és a szerzői jogokat jelzi, nem szolgál a cikkben szereplő információk forrásmegjelöléseként.